# Hans Wilhelm von Losenstein
Hans Wilhem von Losenstein (1540-1601) was van 1558 tot 1601 heer van het slot Schallaburg en de plaats Loosdorf bij Melk in Neder-Oostenrijk. Hij liet slot Schallaburg en de kerk van Loosdorf herbouwen in renaissancestijl en stichtte ook een belangrijke protestantse school in Loosdorf in Neder-Oostenrijk.

## De heren Von Losenstein
Hans Wilhelm von Losenstein was een van de twee zonen van Christoph von Losenstein. Christoph was heer van Losensteinleithen, voor een derde deel eigenaar van Losenstein en eigenaar van de kastelen Schallaburg en Weißenburg. Na diens dood in 1558 erfde Hans Wilhelm van hem o.a. kasteel Schallaburg en Loosdorf in Neder-Oostenrijk. Deze plaatsen waren onder de familie Von Losenstein centra van de reformatie in Neder-Oostenrijk. De adellijke familie Losenstein is vernoemd naar haar oorspronkelijke bezit Losenstein in Opper-Oostenrijk. De familie Losenstein zat in de landdag van Opper-Oostenrijk en na haar verhuizing naar Neder-Oostenrijk in de landdag van Neder-Oostenrijk.

## Studie
In 1563 stonden Hans Wilhelm en zijn oudere broer Georg Achaz ingeschreven aan de Universiteit van Padua.

## Eerste huwelijk
In 1568 trouwde Hans Wilhelm in Wels met Radegund von Schärffenberg. Dit huwelijk bleef evenwel zonder kinderen.

## Bouwwerken
Hans Wilhelm von Losenstein bouwde het kasteel Schallaburg om tot een renaissanceslot. Ook herbouwde hij de kerk van Loosdorf in renaissancestijl. In 1574 stichtte hij in Loosdorf een protestants gymnasium voor de adellijke en de niet-adellijke jeugd, ‘die Hohe Schule’ genaamd. Enkele exemplaren van het in Augsburg gedrukte schoolreglement uit 1574 zijn behouden. De school werd in 1627 gesloten. Het gebouw bestaat nog.

## Eretitels
In 1582 kreeg hij van de Habsburgse aartshertog van Oostenrijk Matthias de eretitel ‘Kämmerer’ en in 1588 de titel ‘Oberst-Hofmarschall’. Deze titels waren echter zonder invloed en hij oefende deze functies nauwelijks uit. Formeel zou een Oberst-Hofmarschall de rechterlijke macht over alle personen die tot de hofhouding behoorden uitoefenen en voor de persoonlijke veiligheid van de aartshertog moeten zorgen.
In 1591 kreeg hij van keizer Rudolf II de eretitel ‘keizerlijke raad’. Ook dit was een eretitel die hij kreeg omdat hij tot een aanzienlijke adellijke familie behoorde.

## Tweede huwelijk
In 1598 hertrouwde hij met de weduwe Christina von Roggendorf. Ook uit dit huwelijk zijn geen kinderen geboren.

## Grafmonument
Hij overleed in 1601. De graftombe die hij tijdens zijn leven liet maken werd na zijn dood in de kerk van Loosdorf geplaatst. Tegenwoordig staat het gerestaureerde grafmonument in het tot museum omgebouwde renaissanceslot Schallaburg in de gemeente Schollach. Het deksel van de tombe toont Hans Wilhelm von Losenstein in harnas met aan zijn voeten een leeuw. In zijn rechterhand houdt hij een bijbel en in de linkerhand een zwaard. Onder aan de zijkant staan Bijbelse voorstellingen: Jakob in gevecht met een engel, afgebeeld met vleugels; het offer van Isaak, Jezus op de Olijfberg, Jezus met zijn kruis op zijn schouder en het laatste oordeel. Ook staat er aan een zijkant van de tombe dat hij de "Hohe Schule" gesticht heeft.

## Schulden
Hoewel Hans Wilhelm waarschijnlijk een grote som geld geërfd had van zijn vader, kwam hij vanaf 1580 in financiële problemen, die langzamerhand groter werden. Schallaburg telde nog geen twee honderd onderdanen, die het geld voor de verbouwingen niet konden opbrengen. Bij zijn dood waren de schulden opgelopen tot 120 duizend gulden, een gigantisch bedrag.